# Fíbula celta

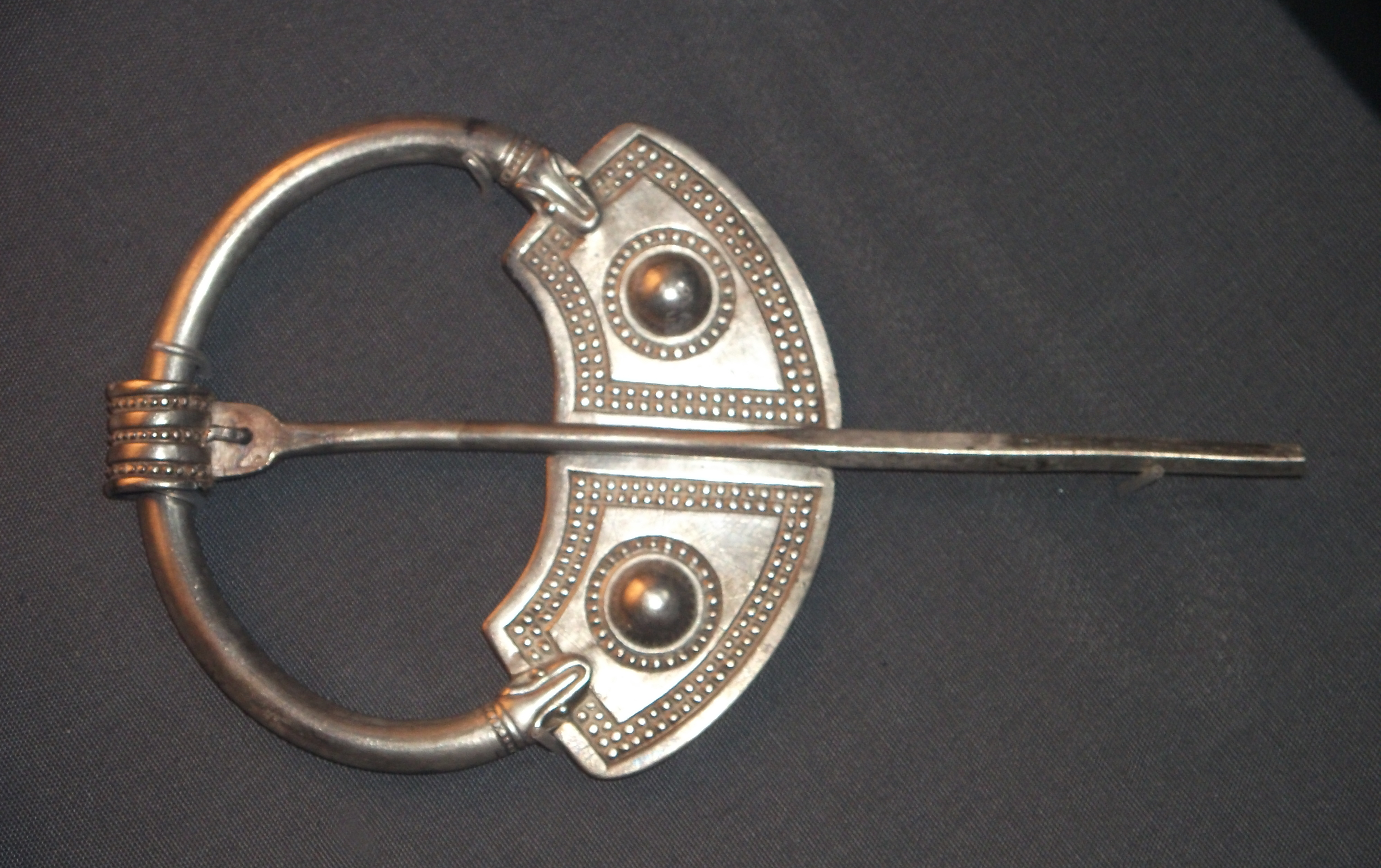
Broche de época vikinga en plata del Penrith Hoard.

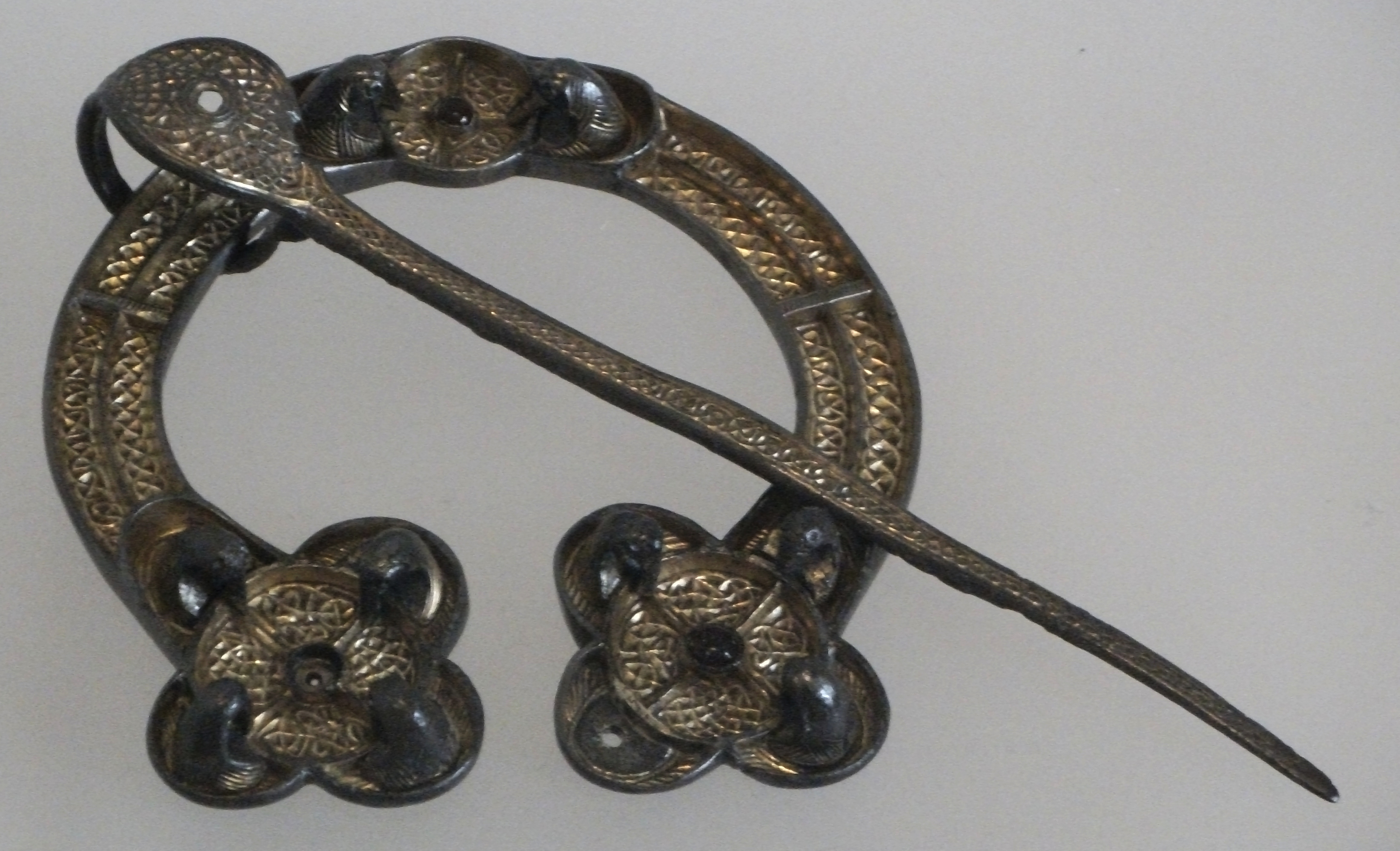
El broche Rogart, Museos Nacionales de Escocia, FC2. Broche penannular picto, Escocia,, plata con dorado y vidrio. Clasificado como tipo Fowler H3. [1].

La fíbula celta o broche celta, más propiamente llamado el broche penanular, y su tipo muy relacionado, el broche pseudopenanular, son modelos de sujetadores de broche, a menudo bastante grandes. Están especialmente asociados con el comienzo del período de la Alta Edad Media en las islas británicas, aunque se encuentran en otros tiempos y lugares, por ejemplo, formando parte del vestido tradicional femenino en áreas en el norte de África moderno.
Comenzando como elementos de fijación utilitarios en la Edad del Hierro y en el período romano, están especialmente asociados con los broches muy ornamentados producidos en metales preciosos para las élites de Irlanda y Escocia de aproximadamente entre el 700 y 900, que popularmente se conocen como broches celtas o términos similares. Son los objetos más importantes en la metalistería secular de alta calidad del arte celta medieval temprano , o arte insular, como los historiadores del arte prefieren llamarlo. El modelo continuó en formas más simples, como el «broche de cardo» en el siglo XI, durante, lo que a menudo, se conoce como la Era Vikinga en Irlanda y Escocia.
Tanto los broches penanulares como pseudopenanulares tienen un alfiler largo unido por su cabeza a un aro; el pasador se puede mover libremente alrededor del aro hasta los terminales, que están muy juntos. En el verdadero tipo penanular, el aro no está cerrado; hay un espacio entre los terminales lo suficientemente ancho para que pase el pasador. En el tipo pseudopenanular, el aro está cerrado, pero todavía hay dos terminales definidos por separado, que están unidos por un elemento adicional. El tipo penanular es una forma simple y eficiente de sujetar un trapo suelto —donde el alfiler no dejará un orificio permanente—, pero el tipo pseudopenanular es notablemente menos eficiente. Los broches eran usados tanto por hombres como por mujeres, usualmente en el hombro por hombres y en el pecho por mujeres, y con el alfiler apuntando hacia arriba; un código de la ley irlandesa dice que en caso de lesión de un alfiler a otra persona, el usuario no tiene la culpa si el alfiler no se proyectó demasiado lejos y las personas usaron el broche de esta manera.
Los ejemplos más elaborados fueron expresiones claramente significativas del estatus superior por parte de la sociedad, que también fueron usados por el clero, al menos en Irlanda, aunque probablemente para sujetar capas y otras vestimentas más que como prendas de uso diario.  El Senchas Mhor, una ley irlandesa temprana, especificó que los hijos de los reyes mayores, cuando son educados, deben tener «broches de oro con el cristal insertado en ellos», mientras que los hijos de reyes menores únicamente deben usar broches de plata.

## Terminología

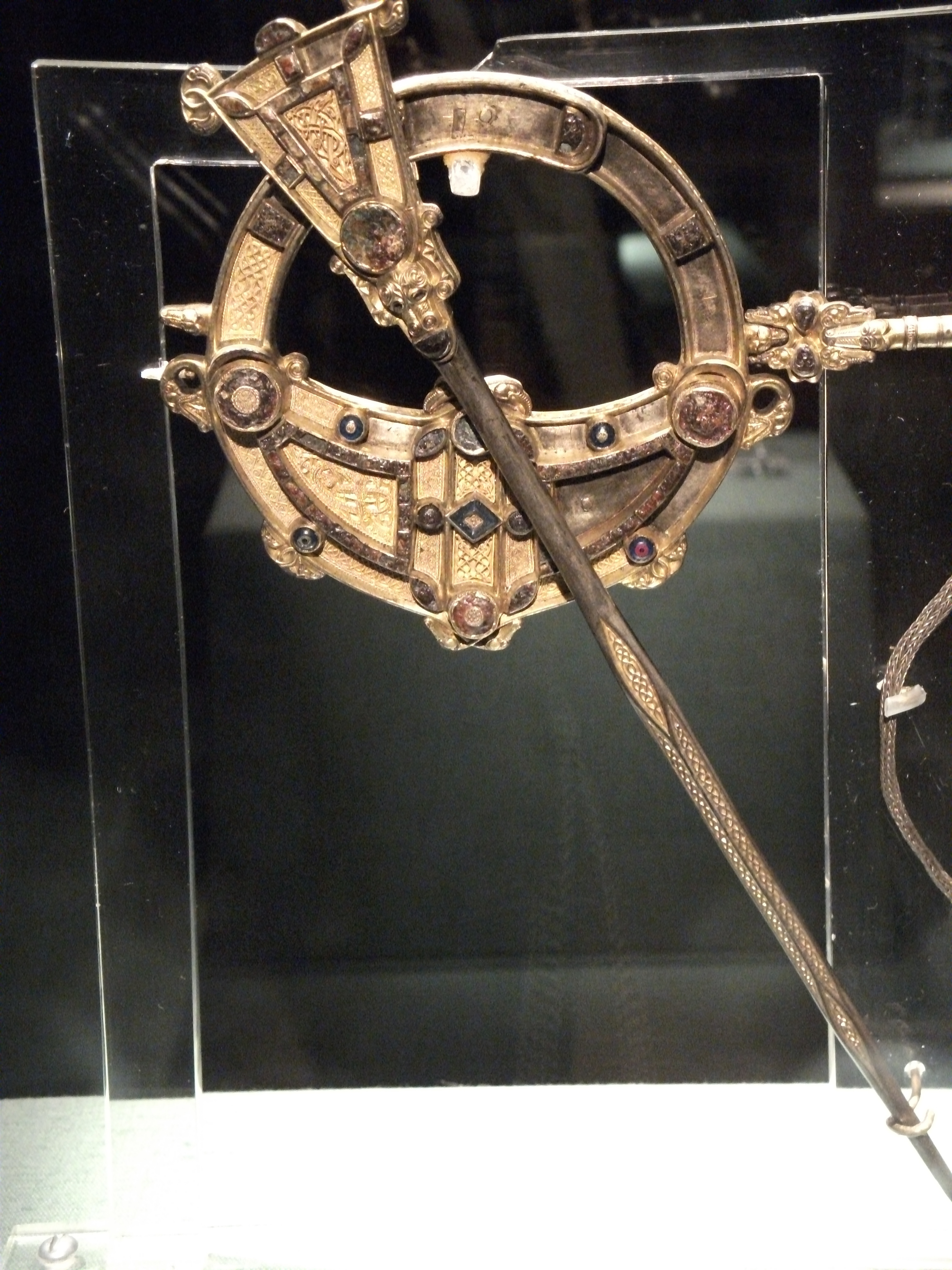
El Broche de Tara, el más decorado de todos, también está ornamentado en la parte posterior. Irlandés, principios del.

«Anular» significa formado como un aro y «penanular» formado como un aro incompleto; ambos términos tienen una variedad de usos. «pseudopenanular" es un modelo restringido a los broches, y se refiere a los broches donde no hay abertura en el aro, pero el diseño conserva las características de un broche penanular, por ejemplo, destacando dos terminales. Algunos broches pseudopenanulares son muy similares en diseño a otros broches penanulares, pero tienen una pequeña sección que une los dos terminales. Otros se han unido por completo a las terminales y enfatizan en su diseño el área central, por ejemplo, el Broche de Tara. Los broches pseudopenanulares también se pueden describir como «anulares», o como broches anulares. Los términos «abrir broche» o «broche de aro abierto» también se usan a veces para broches penannulares. Hay un esquema de clasificación establecido originalmente, en relación con los tipos anteriores, por Elizabeth Fowler en la década de 1960, que desde entonces se ha extendido en varias versiones para cubrir los tipos posteriores.
Los broches de tipo anular o penanular, donde el pasador es muy grande en relación con el aro, de modo que el aro no puede jugar ninguna parte en la sujeción del broche, se pueden llamar «broches anulares», «broches con pasadores» o «broche de alfileres»; o, especialmente cuando el aro es pequeño y sencillo, «alfileres anillados». En estos casos, el diseño de la cabeza del alfiler típicamente muestra que el pasador está destinado a asentarse debajo del aro —visto desde el frente—, en lugar de en la parte superior como en los broches más grandes.
«Celta» es un término que evitan los especialistas en la descripción de objetos, y especialmente de estilos artísticos, de la Alta Edad Media de las islas británicas, pero está firmemente arraigado en la mente popular. El término arte insular se utiliza para describir el estilo distintivo del arte que se origina en las islas británicas y combina elementos germánicos, celtas, pictos y mediterráneos. Aunque algunos broches penannulares más simples y relativamente tempranos se encuentran en contextos anglosajones, y algunos subtipos predominaron así,  por lo que se sabe, los anglosajones no utilizaron estos estilos de broche para joyas de prestigio de élite. Sin embargo, hay elementos en el estilo de los broches irlandeses y escoceses derivados del arte anglosajón relacionado con el trabajo insular en otros medios, especialmente en manuscritos iluminados.
Fíbula es en latín broche y se usa en los idiomas modernos para describir los muchos tipos de broches medievales romanos y pos-romanos con alfileres y pasadores detrás de la cara principal del broche. Los broches expuestos aquí a veces también se llaman fíbulas, pero raramente por especialistas de habla inglesa.

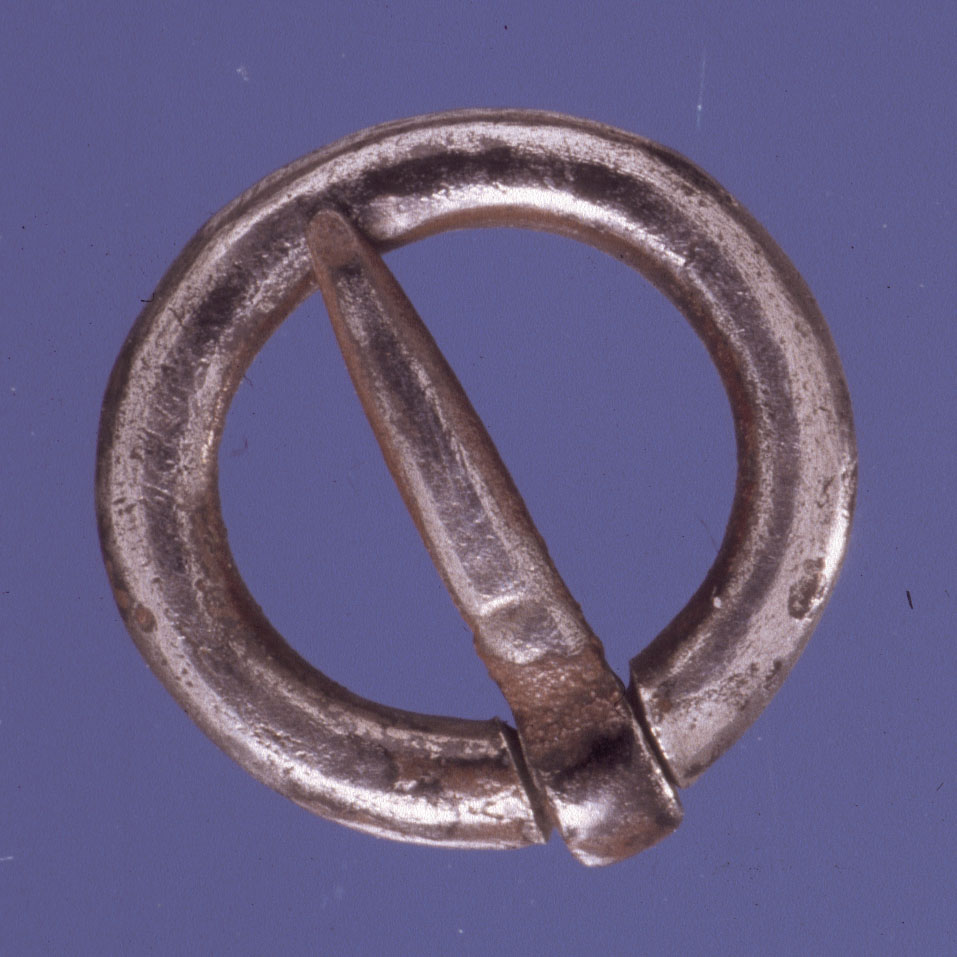
Broche anular medieval plata; el pasador no puede moverse a lo largo del aro
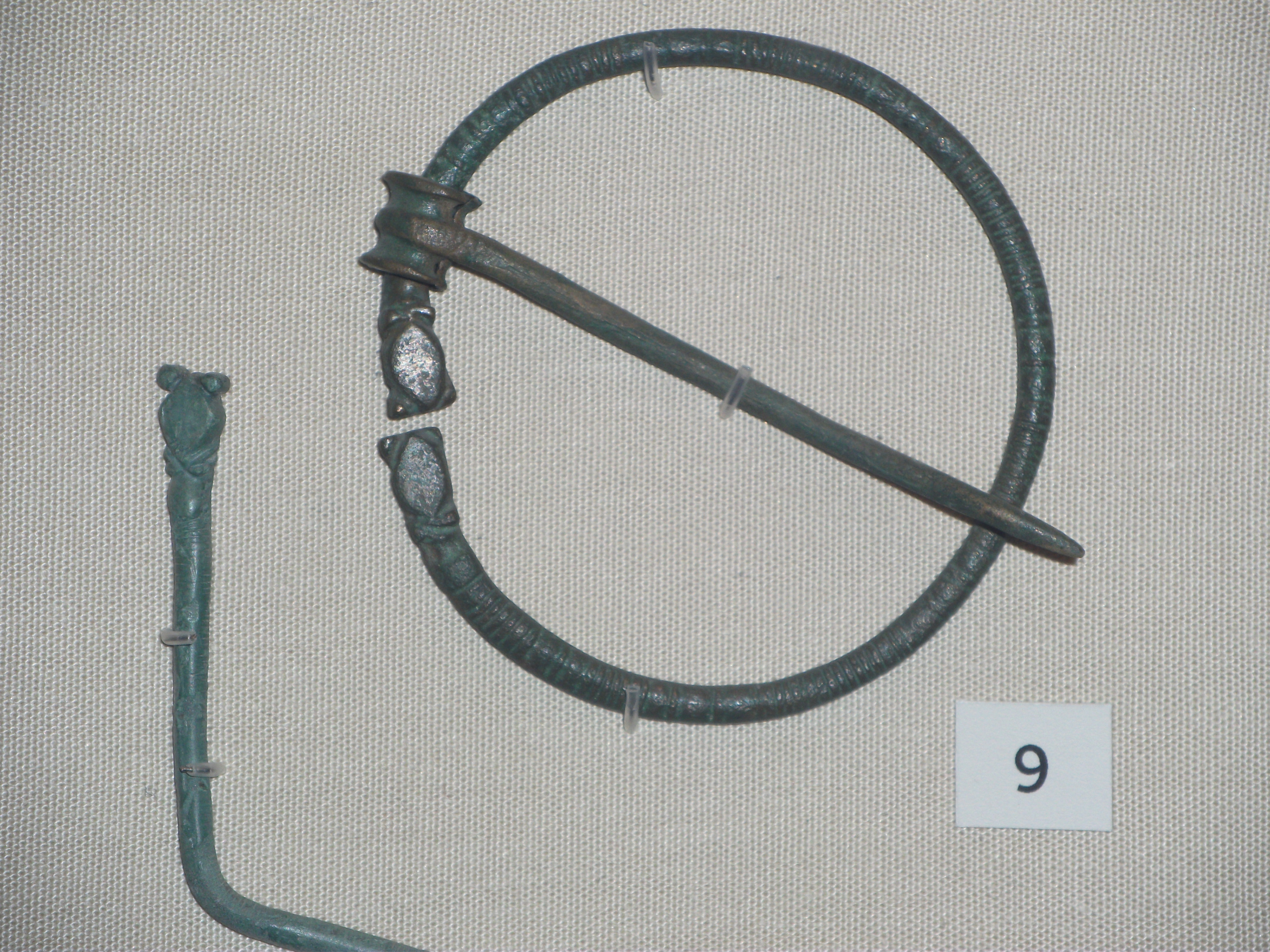
Broche penannular romano-británico en bronce
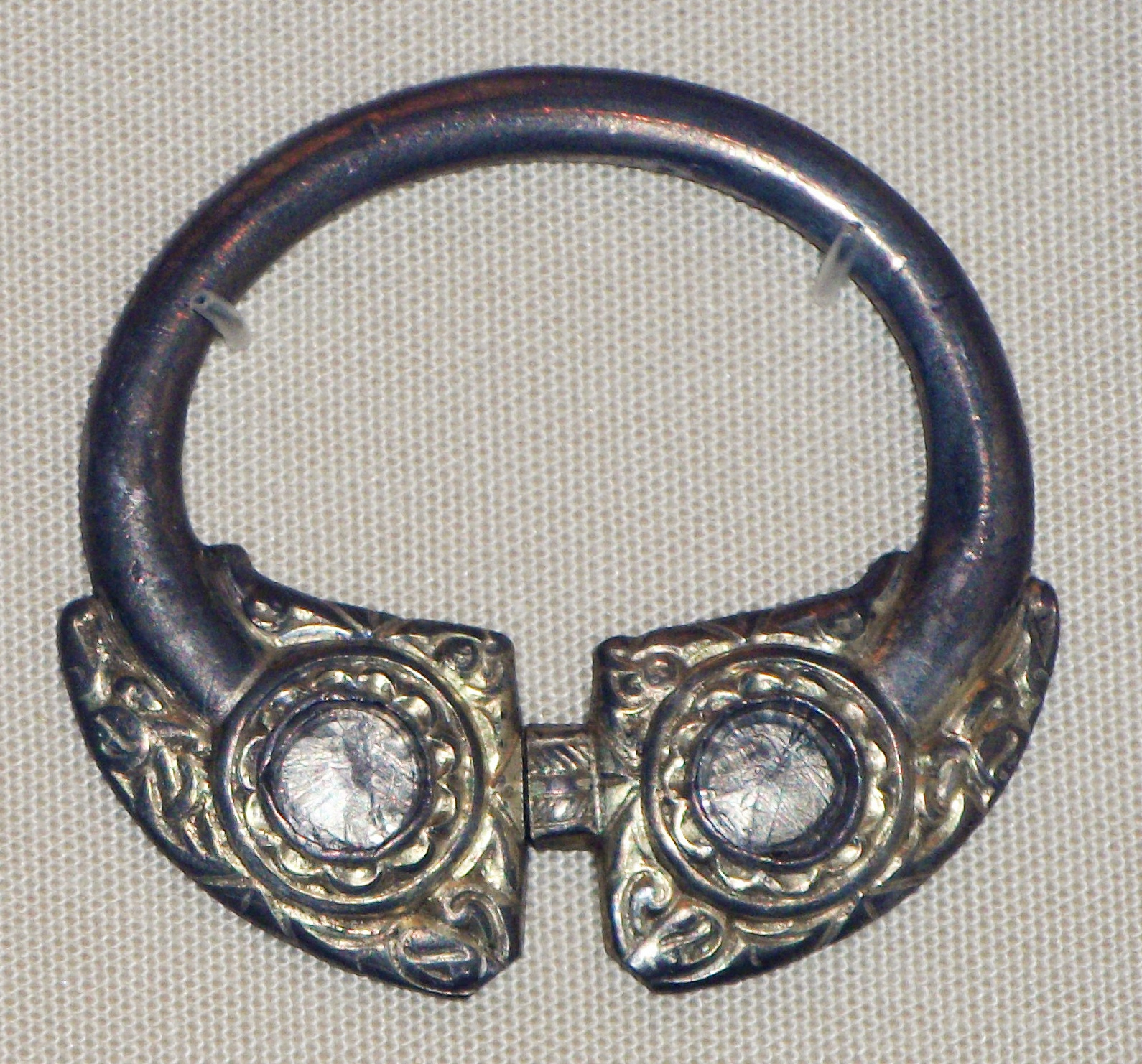
Broche pseudopenanular simple (falta el alfiler o pasador)
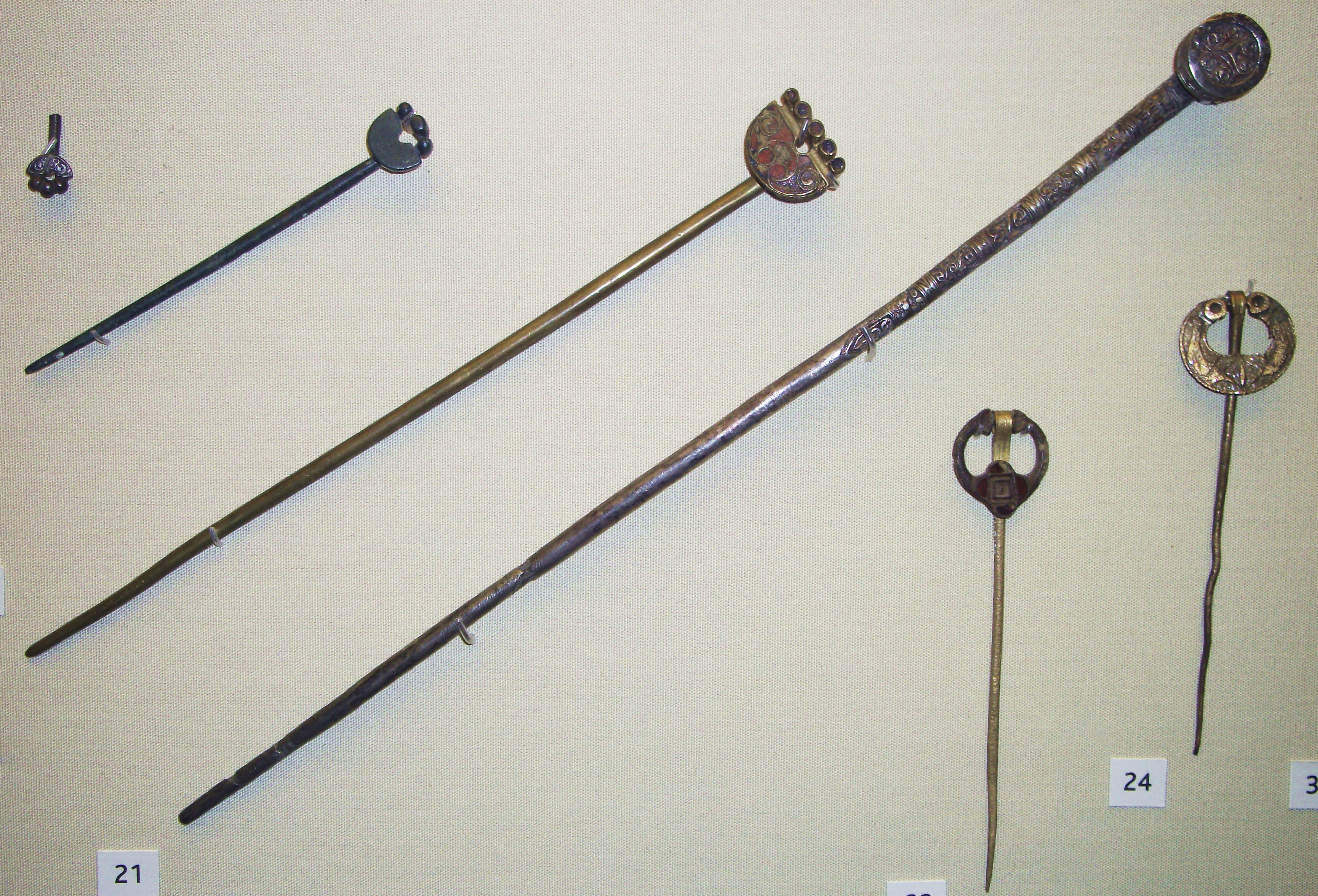
Pasadores y alfileres para broches.

## Sujeción de los broches

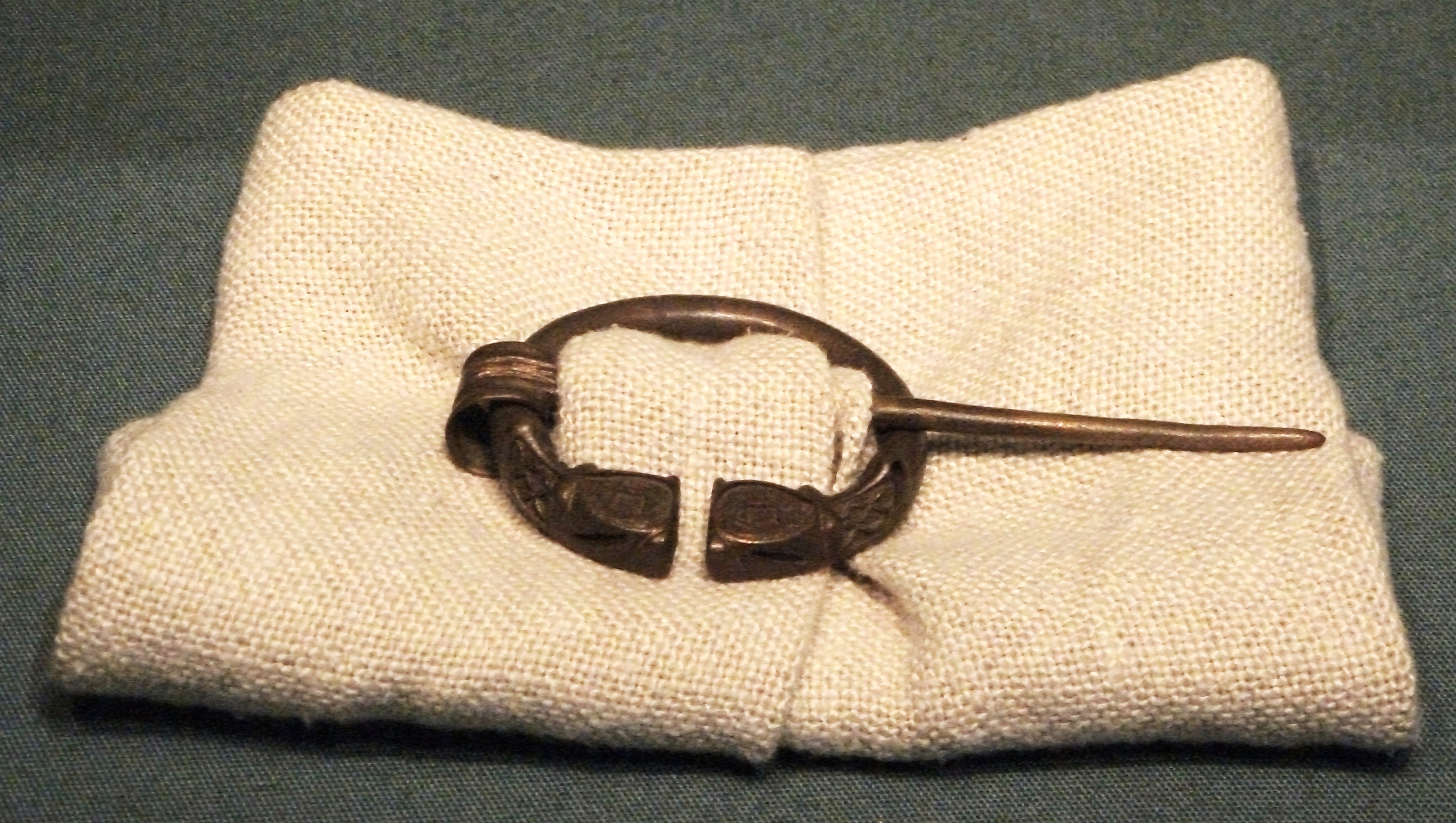
Maqueta con tela moderna, que muestra cómo se usaron los broches. [13

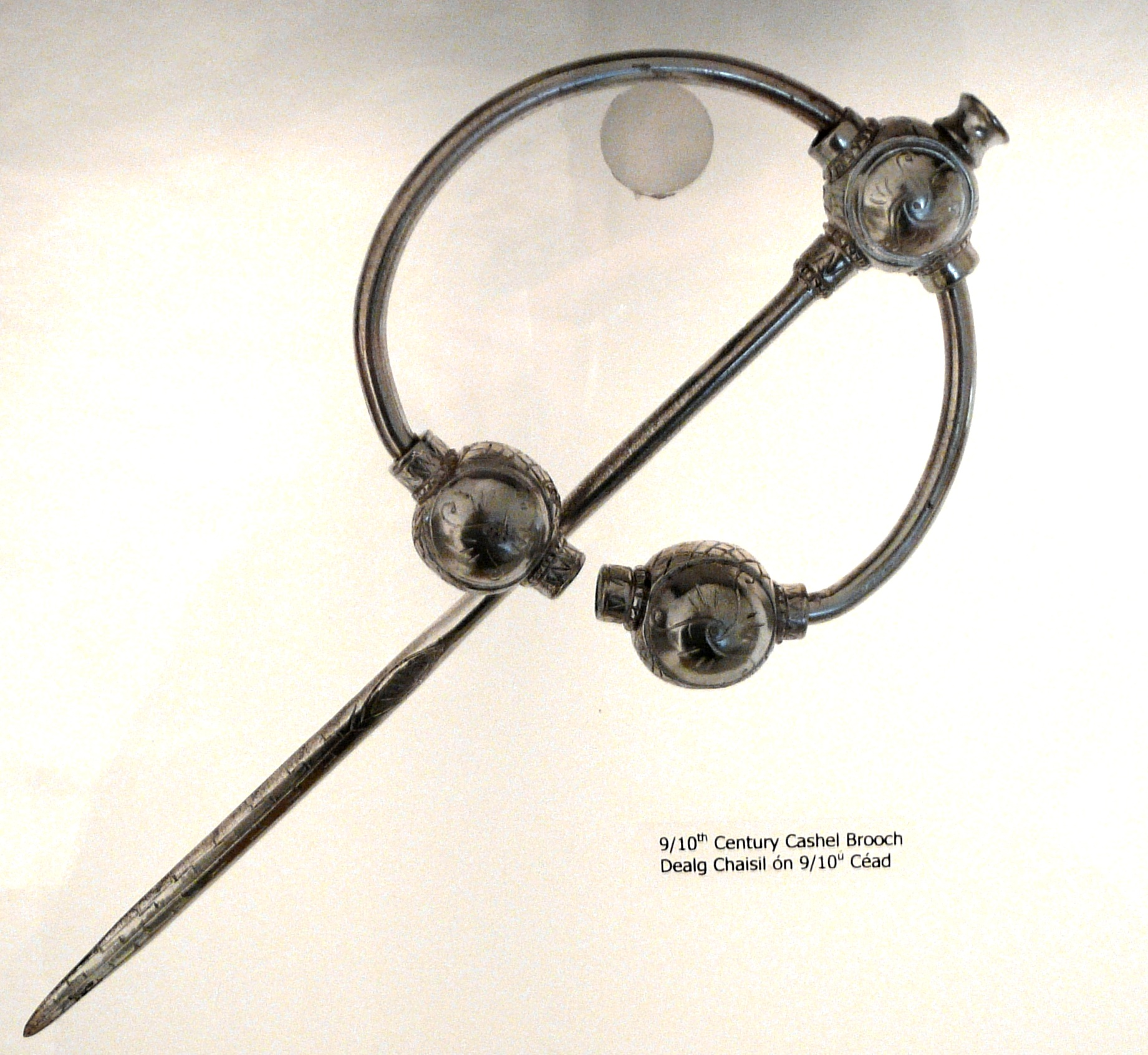
Broche Cashel del o, de la Roca de Cashel.

Con un broche penanular, el alfiler se empuja a través de pliegues de la tela, que luego se retiran dentro del aro; el extremo libre del pasador pasa a través del espacio en el aro. Luego, el pasador se gira 90 grados alrededor del aro, de modo que mientras el pasador se mantenga presionado levemente, no puede escapar sobre los terminales y la sujeción es segura.
Con los broches pseudopenannulares, las cosas no son tan simples y la manera en que se usaron está todavía en debate; el método probablemente no era el mismo para todos los broches. Un método puede haber sido tirar de los pliegues de la tela a través del aro hasta que puedan ser perforados por el alfiler, y luego tirar de la tela hacia atrás hasta que el alfiler haya descansado sobre el aro. Esto funcionaría mejor con broches con un alfiler que no sea mucho más largo que el diámetro del círculo, que algunos lo tienen, pero otros no. El segundo método podía haber sido simplemente fijar la tela verticalmente, dejando el aro colgando desapegado de la tela; esto no parece muy seguro. El tercer método se basó en una longitud de cadena o cuerda unida al aro cerca de los terminales —que en los broches pseudopenannulares en realidad no terminan—, que se usó para asegurar el pasador al atarlo, quizás con un alfiler pequeño al final, que también se puso a través de la tela. El Broche de Tara probablemente fue sujetado de esta manera. En algunos casos, el pasador estaba equipado con un perno o remache para hacerlo extraíble. Una complicación adicional es que en algunos broches pseudopenannulares, el alfiler se fija para que se coloque frente al aro, como en el Broche de Londesborough, pero en otros cruza el aro, comenzando con la cabecera en frente al círculo, pero el centro del pasador detrás del aro por el punto donde cruza al otro lado; el Broche de Tara se ha mostrado configurado de ambas maneras. Esta última disposición parece ser más común en los broches posteriores, del siglo IX.
Los eruditos se quedan un poco desconcertados de que el broche penannular efectivo y simple se haya desarrollado en esta dirección, aunque se presume que la reunión de las terminales de los broches pseudopenannulares fue en parte para fortalecer el broche. En muchos broches penannulares, el espacio entre los terminales es ahora demasiado estrecho para que pase el pasador; si esto fue siempre así, es incierto.

## Historia

### Período romano y principio insular
Broches penannulares pequeños y simples en bronce, hierro y, raramente en plata, eran comunes en la época romana como un cierre práctico, pero no se usaban para objetos de alto estatus, y cualquier decoración normalmente se limitaba a bandas alrededor del anillo u otro modelo simple de decoración.  A menudo, el grosor adicional en el terminal, necesario para evitar que el pasador simplemente no se cayera, se lograba simplemente girando hacia atrás los extremos del aro. En el período tardorromano en Gran Bretaña en los siglos III y IV, apareció un tipo de broche penanular con decoración zoomorfa en los terminales, con cabezas humanas o de animales, todavía no mucho más ancho que el resto del aro. Algunos ejemplos tenían decoración de esmalte, y el alfiler no se extendía mucho más allá del círculo. Estos modelos se encuentran especialmente en el suroeste de Gran Bretaña y Gales, y parecen haberse desarrollado en estas áreas. Este tipo cayó en desgracia en el sur de Gran Bretaña en el siglo V, pero se desarrolló en Irlanda en los siglos VI y VII. Estos tipos ampliaron considerablemente el tamaño de los terminales, que ahora presentaban un área plana a menudo decorada con incrustaciones de esmalte o vidrio, en su mayoría con patrones abstractos pero a veces con decoración zoomorfa. La longitud del pasador en ese momento era a menudo el doble del diámetro del círculo. La zona cultural irlandesa en este período incluyó gran parte de Escocia occidental, y el picto en el este de Escocia tuvo un desarrollo similar, aunque las formas son algo diferentes. La decoración fue paralela a la de otros accesorios de metal, como piezas de arneses, y los pocos relicarios cristianos primitivos restantes y otras piezas de metalistería de la iglesia. 

## Edad de Oro

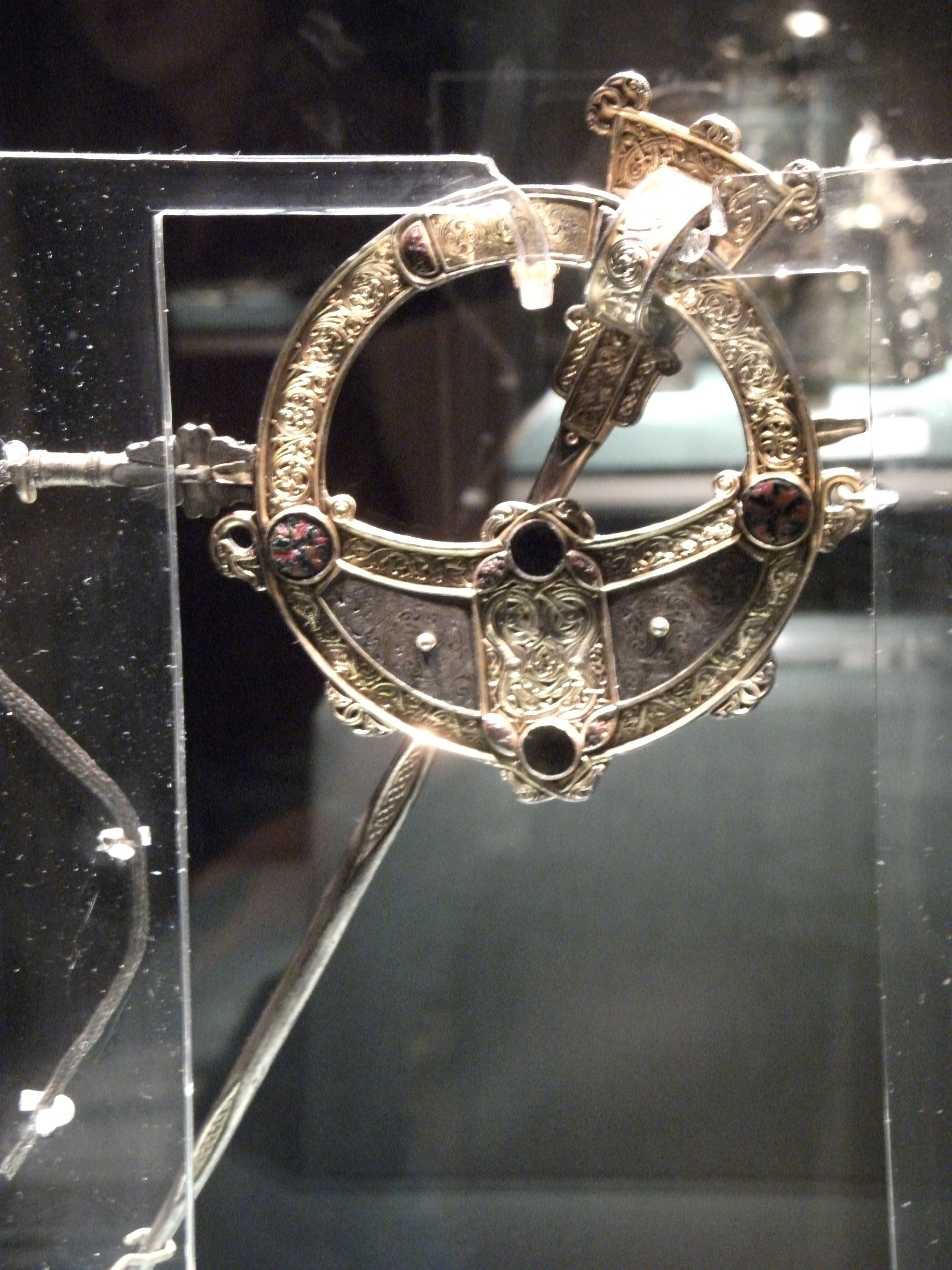
Broche de Tara, vista posterior.

Poco después de 700, se produjeron broches grandes y elaborados en metales preciosos y gemas. Estas fueron claramente expresiones de alto estatus para el usuario, y utilizan el repertorio completo de las técnicas de la orfebrería a un nivel muy alto de habilidad. Continuaron produciéndose durante aproximadamente 200 años; los broches pictos son mucho más homogéneos en diseño que los irlandeses, lo que puede indicar un período de producción más corto, posiblemente desde mediados del siglo VIII hasta el comienzo del siglo IX. Cada diseño superviviente es único, pero la gama de tipos establecida en los broches anteriores más modestos se desarrolló y elaboró. No había una tradición previa de broches muy ornamentados en Irlanda, y este desarrollo puede haber venido del contacto con élites continentales que usaban grandes fíbulas como marcas de estatus. Tales contactos fueron ciertamente hechos, especialmente por los monjes viajeros.
La evidencia arqueológica, y algunos literarios, sugieren que los broches en metal precioso eran una marca de estatus real, junto con el uso de un manto púrpura, y es probable que fueran incluidos como vestimenta para el Cristo en una cruz mayor en Monasterboice y para la Virgen María en otra. Todos los ejemplos sobrevivientes, que suman más de 50 —no todos completos— en el caso de los irlandeses, han sido recuperados por excavación, o al menos encontrados en el suelo, pero donde se conocen las circunstancias detalladas del hallazgo, pocos son de tumbas, y los hallazgos en hordas son mucho más comunes. Cuando estaban en tumbas, los entierros son a menudo mucho más tarde que la fecha del broche, como en un broche en el estilo irlandés del siglo VIII encontrado en un entierro nórdico en Westray, Orkney, y posiblemente el Broche de Kilmainham. Los broches elaborados a menudo tienen uno o más nombres, supuestamente los de los propietarios, rayados en el reverso, a menudo en runas. Se siguen encontrando broches de en bronce y aleaciones similares en números mayores.
Los broches irlandeses más elaborados son los pseudopenanulares, mientras que los escoceses en su mayoría conservan formas penanulares verdaderas. La mayoría son de plata dorada, con el dorado a menudo parcial. Algunos son metal de base dorada, de bronce o aleación de cobre; únicamente se conoce un broche irlandés de oro macizo, del siglo IX de Loughan, Condado de Londonderry, que es menos elaborado que la mayoría de las series, aunque el nivel de trabajo es muy alto. Sin embargo, algunos broches tienen un receso oculto que puede haber contenido pequeños pesos de plomo para hacer que el metal precioso utilizado parezca más valioso de lo que realmente era.
En Irlanda, la cabeza del alfiler podía convertirse en un foco de decoración, a veces utilizando una placa en forma de cometa, como la del broche de Tara; en Escocia, las cabezas de alfiler eran círculos simples formados al doblar el alfiler sobre sí mismo. Las terminales escocesas son más distintas con formas lobuladas o cuadradas y que se extienden más allá del círculo del aro en ambos lados, mientras que en los ejemplos irlandeses, las terminales típicamente se extienden dentro del aro formando otra curva, pero no mucho, o a veces forman una línea recta en el interior del círculo. Los broches irlandeses únicamente pueden unir las dos terminales mediante tiras angostas, y eliminar la brecha por completo, sino que tienen una zona central de decoración donde la brecha entre las terminales habría estado; los broches encontrados con el cáliz de Ardagh son de ambos tipos.

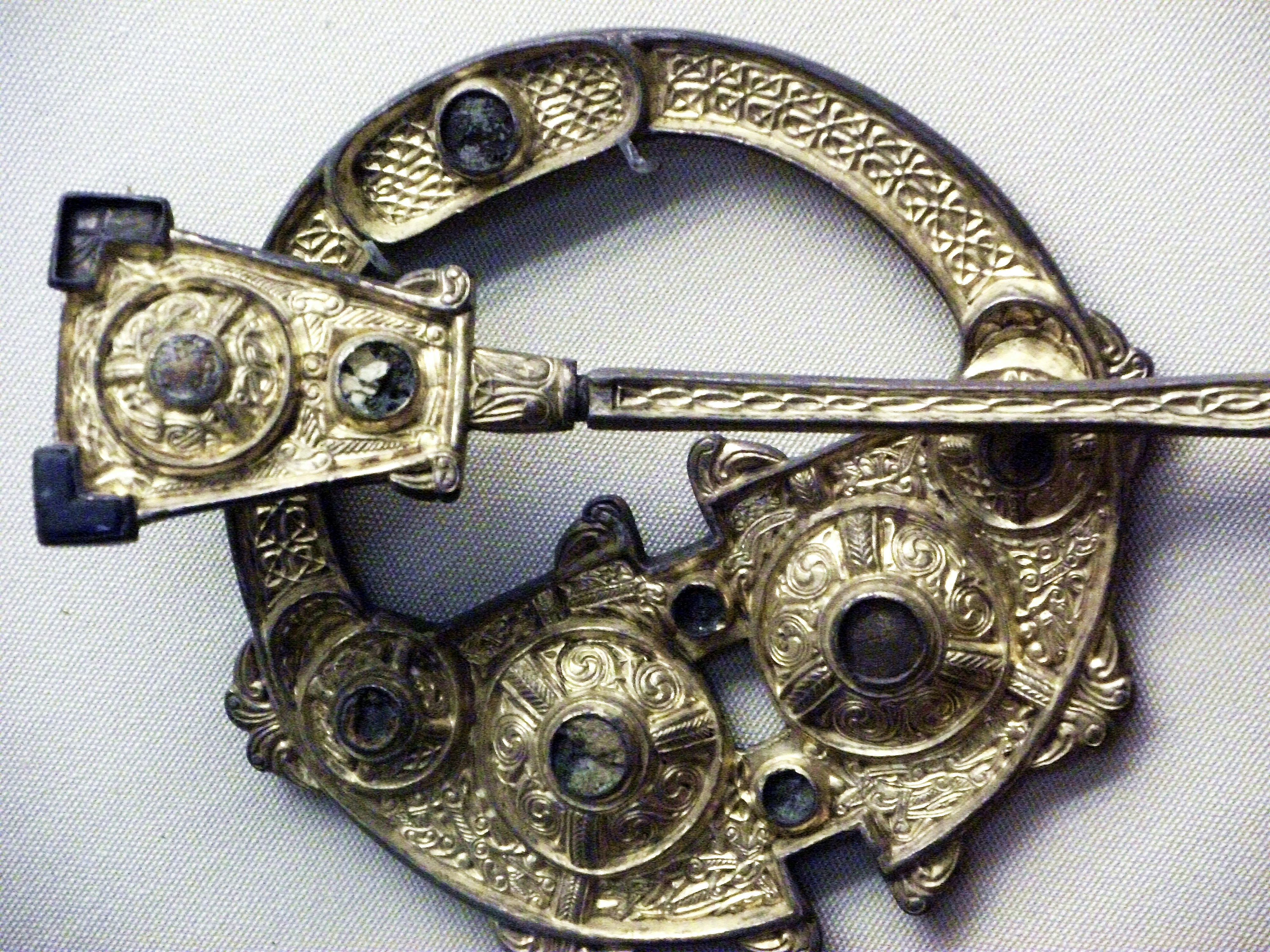
Detalle del Broche de Londesborough.

El cuerpo principal normalmente se fundía, y se han encontrado  varios elementos de moldes de dos piezas. Muchos broches tienen celdas o huecos que con frecuencia son hemisferios redondos, pero pueden ser cuadrados, rombos u otras formas; muy a menudo los contenidos han desaparecidos. Estos se encuentran en una variedad de materiales que incluyen vidrio, esmalte,  ámbar y piedras preciosas del área local, aunque no incluyen ninguna de las piedras preciosas modernas, ni siquiera los granates que se encuentran en las joyas anglosajonas. Sin embargo, las varillas de vidrio millefiori que se usaban a veces, parecen haber sido importadas de Italia, como las utilizadas en las joyas anglosajonas de Sutton Hoo; ejemplos de las varillas han sido encontradas en excavaciones tanto en Irlanda como en Inglaterra.
Al igual que los cálices insulares y otras obras metálicas, los broches irlandeses, muy ornamentados, se hicieron en su mayoría en muchas piezas que están clavadas o ranuradas juntas. La decoración de filigrana se hacía a menudo en "bandejas" que encajaban en el aro principal: en el broche de Tara, muchas de ellas ahora faltan —la mayoría todavía estaban en su lugar cuando se encontró en 1850—. 

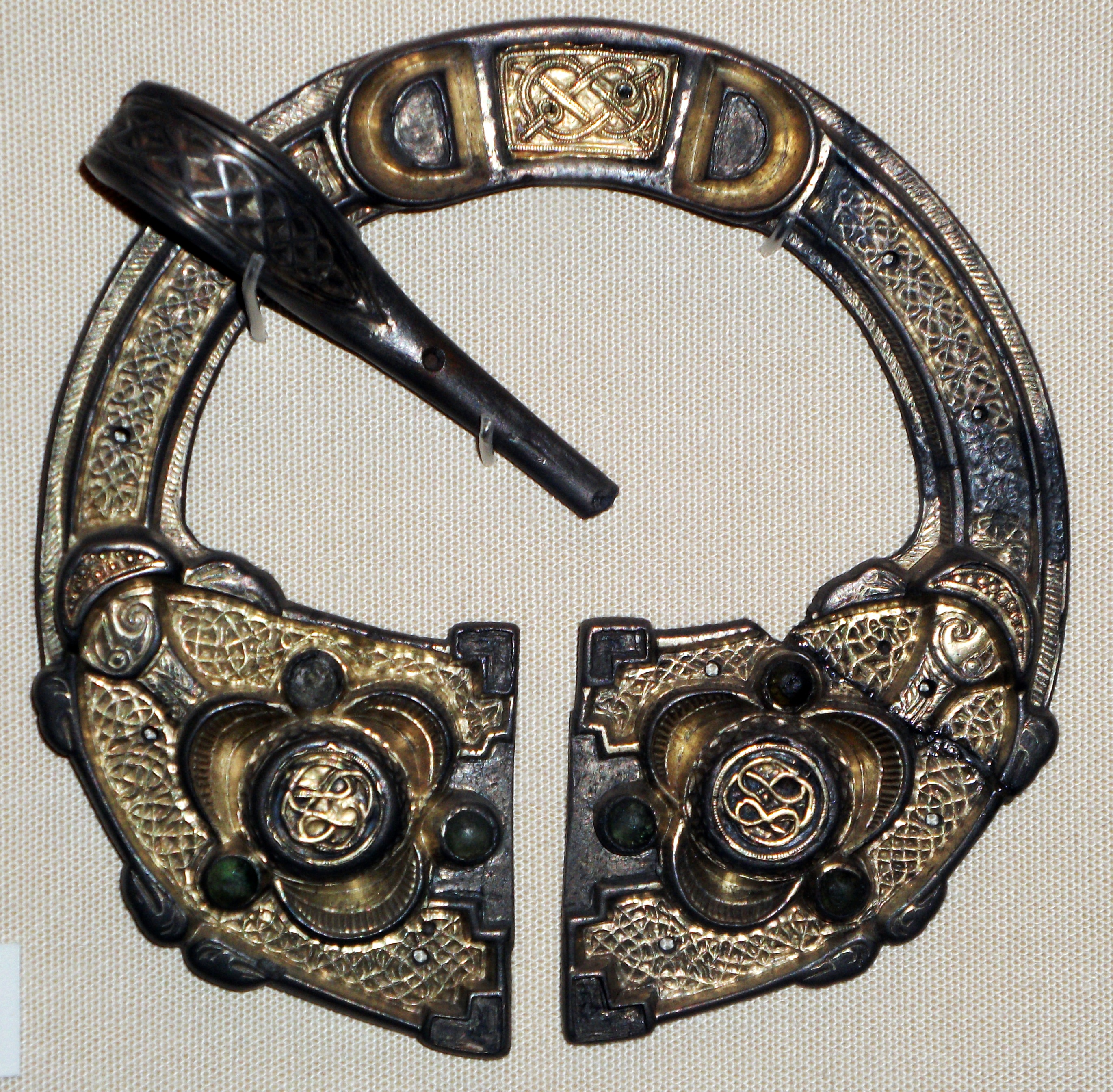
The Broche de Breadalbane, Irlanda VIII siglo, convertido de su forma origina pseudopenannular en el en Escocia.

Las técnicas incluyen chip carving, fundición «imitación de viruta», filigrana, grabado, incrustaciones de diversos tipos, incluyendo nielado, vidrio y champlevé junto con varias técnicas de martilleo: «la gama de materiales y técnicas es casi la gama  más completa conocida al hombre». Dos técnicas que no aparecen son el «verdadero calado perforado opus interrasile, muy utilizado en la joyería bizantina», y el cloisonné trabajo que tipificaba gran parte de la joyería de Europa occidental, y especialmente las grandes fíbulas, en su momento, ya sea en incrustaciones de esmalte o piedra como los granates utilizados con tanta eficacia en Sutton Hoo y en el Terry Herbert anglosajón. En los broches dorados, el esmalte se restringe a los pernos que marcan la composición como gemas; las áreas más grandes de champlevé encontradas en las terminales acampanados de tipos anteriores tal vez continúan en tipos más simples, aunque la datación es difícil.
En algunos broches, la decoración es demasiado detallada para ser apreciada cuando se usa el broche, y algunos de los broches más elaborados tienen sus reversos, invisibles cuando se usan, decoradas casi tan elaboradamente como sus frentes. El broche de Tara muestra ambas características y, además, comparte con otros la diferencia de estilos decorativos entre el frente y la espalda, con trisqueles celtas y otros motivos en espiral restringidos a la parte posterior, mientras que en el frente tiene más elementos entrelazados y zoomorfos.  Estas características también son compartidas por los broches más ornamentados de Londres y Edimburgo, respectivamente, los Broches de Londesborough y Hunterston. Esto puede deberse a que la decoración en la parte posterior se basa más en el grabado que en la filigrana, lo que pondría en riesgo el atrapamiento de los cables en la ropa sobre la que se usó el broche.
Unos pocos de los broches principales, u otras piezas de metal, se han encontrado en contextos que se pueden fechar fácilmente, y gran parte de las dataciones de al menos los anteriores provienen de la comparación con manuscritos iluminados insulares, aunque la datación de estos suele ser más lejana. El broche de Tara ha sido reconocido por tener claras similitudes estilísticas con los Evangelios de Lindisfarne, que se cree que datan de los años 698-715. Muchas de las similitudes son con las páginas de tapiz, páginas ornamentales altamente detalladas llenas de decoración, que comparten con el broche un cierto horror vacui que no deja ningún área sin adornos, y también una decoración compleja que es extremadamente pequeña y perfectamente ejecutada, y se aprecia mejor cuando se ve a una escala mayor que la real, ya sea en el original o en fotografías. Ambos combinan elementos de muchos orígenes estilísticos en un estilo que es distintivamente insular: el arte celta de la cultura de La Tène, el estilo animal germánico y los estilos clásicos y otros estilos mediterráneos.

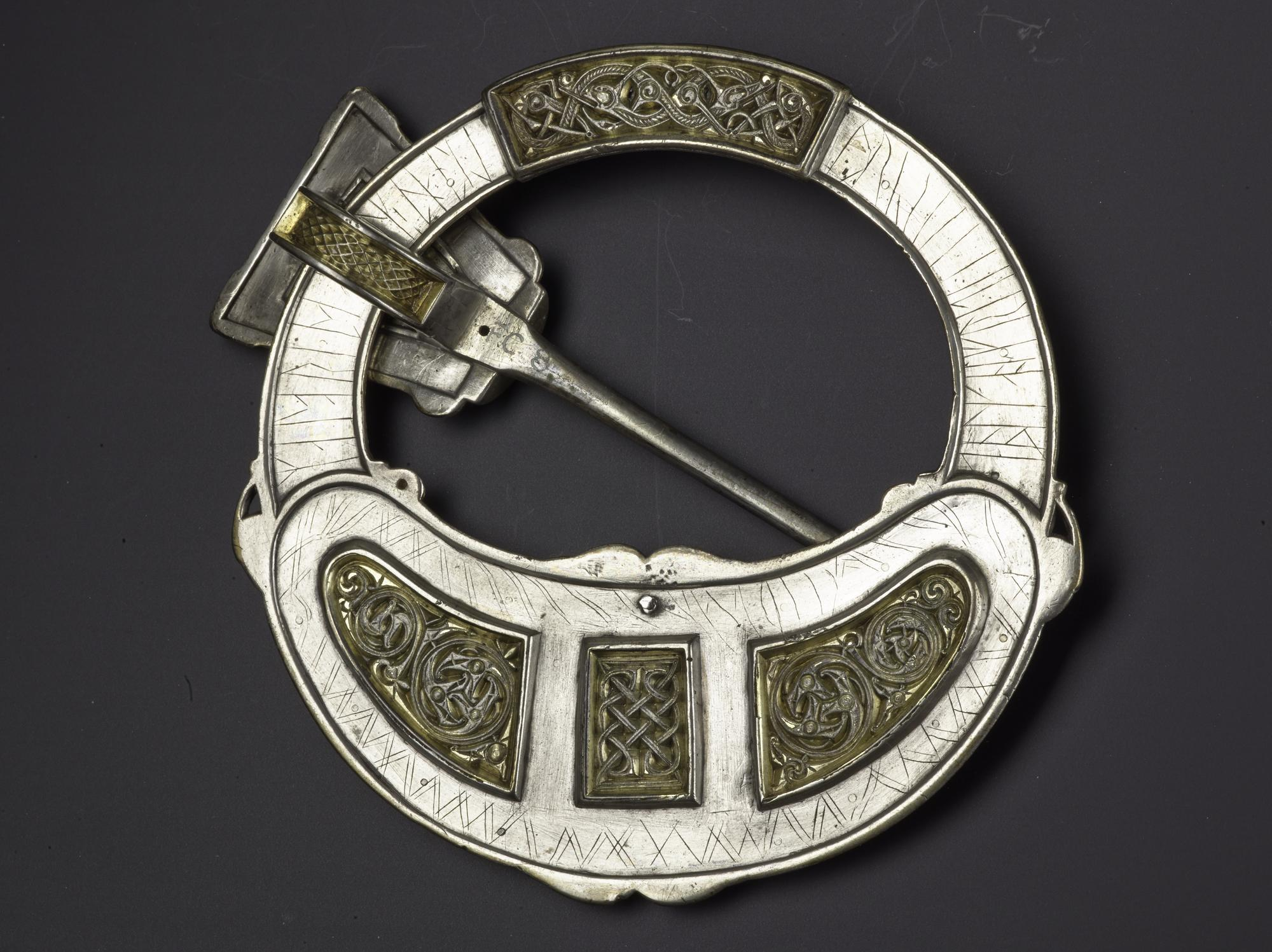
Parte posterior de Broche de Hunterston, un antiguo y elaborado broche de estilo irlandés encontrado en Escocia, que muestra una inscripción de su propietario vikingo de mucho más tarde
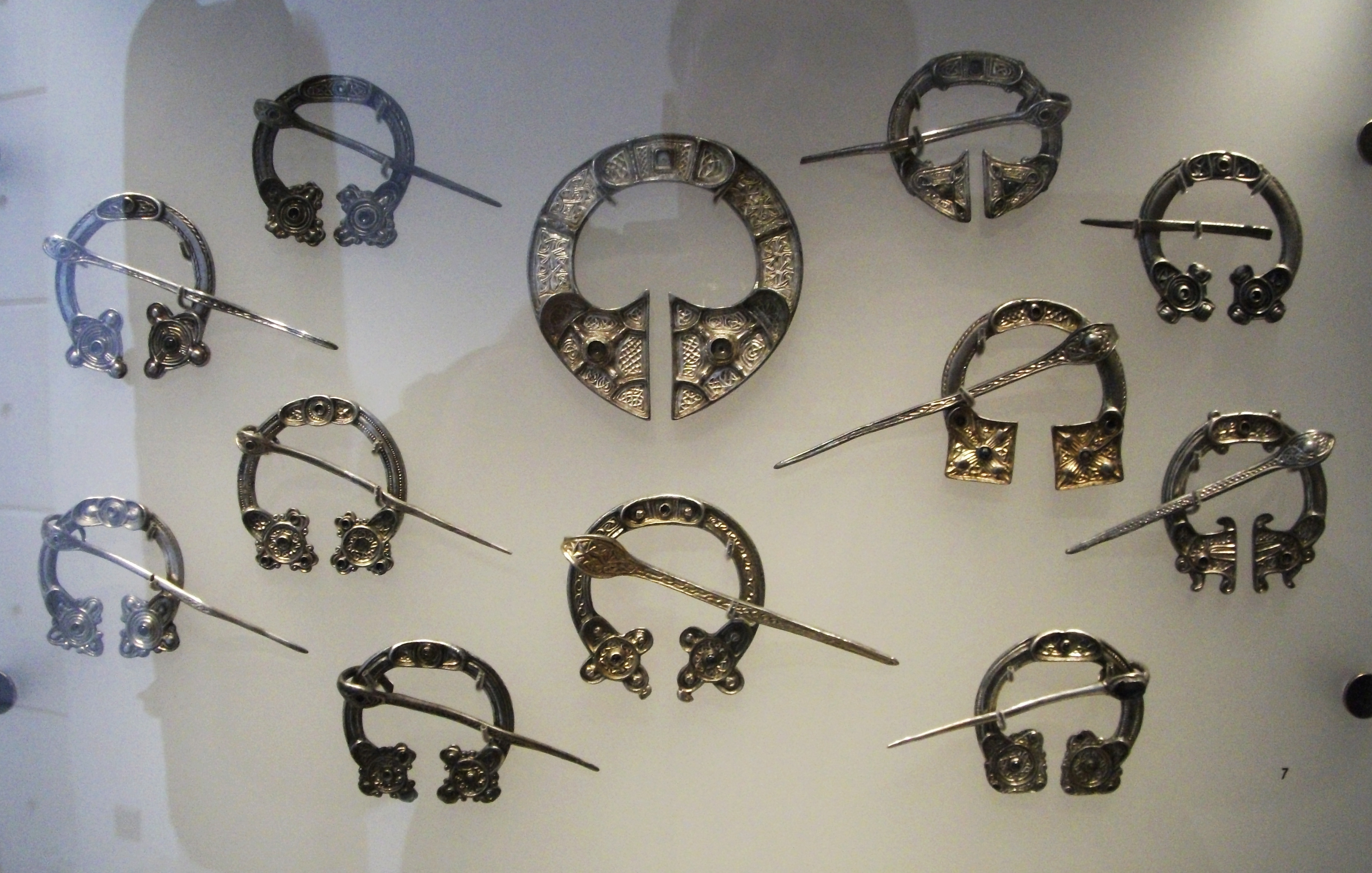
Los broches pictos del Tesoro de la Isla de San Ninian, con terminales lobulados típicos
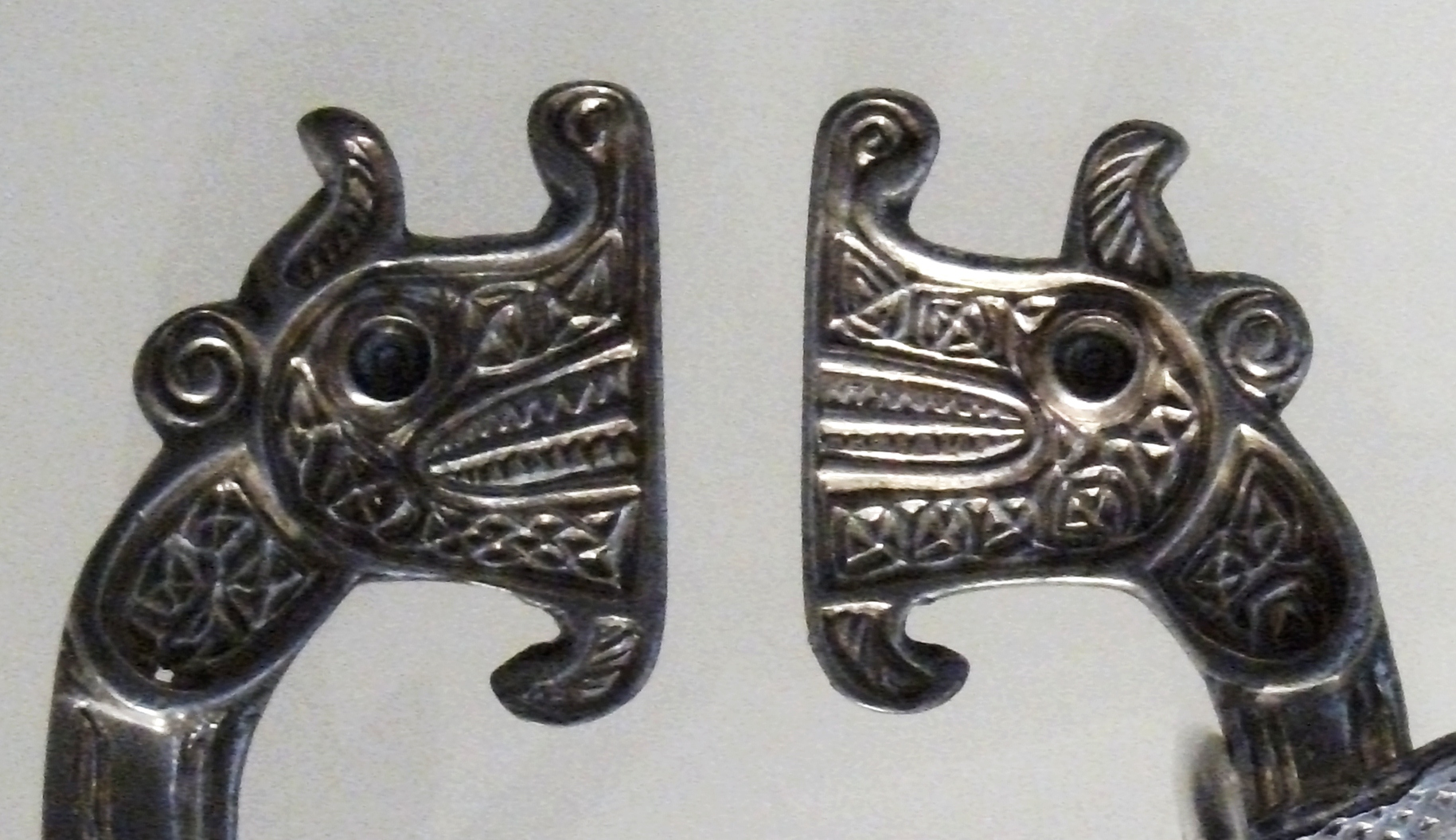
Arte picto con enfrentamiento en terminales de animales, del Tesoro de la Isla de San Ninian
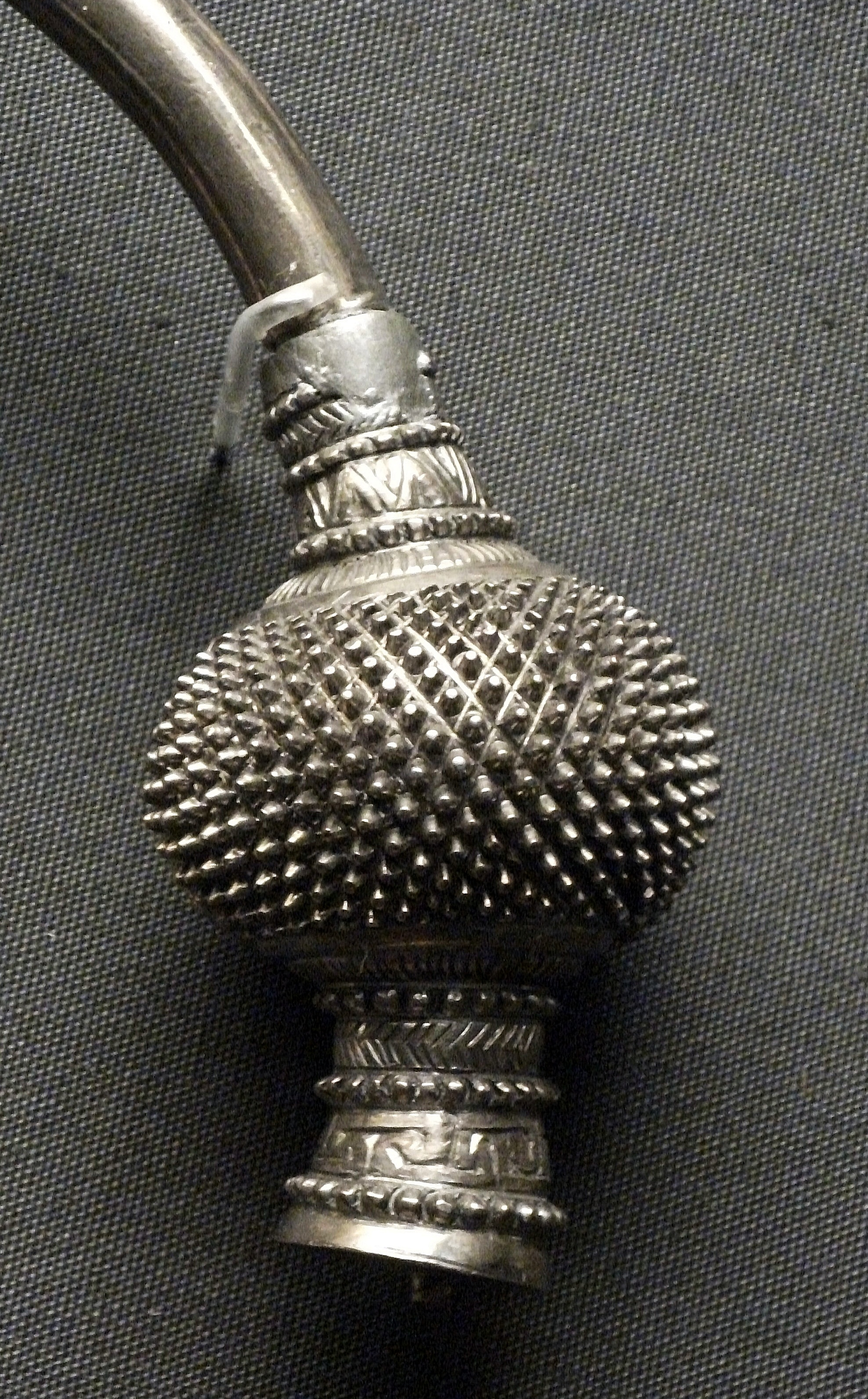
Terminal "Brambled" en un «broche de cardo»

### Broches posteriores, y los vikingos

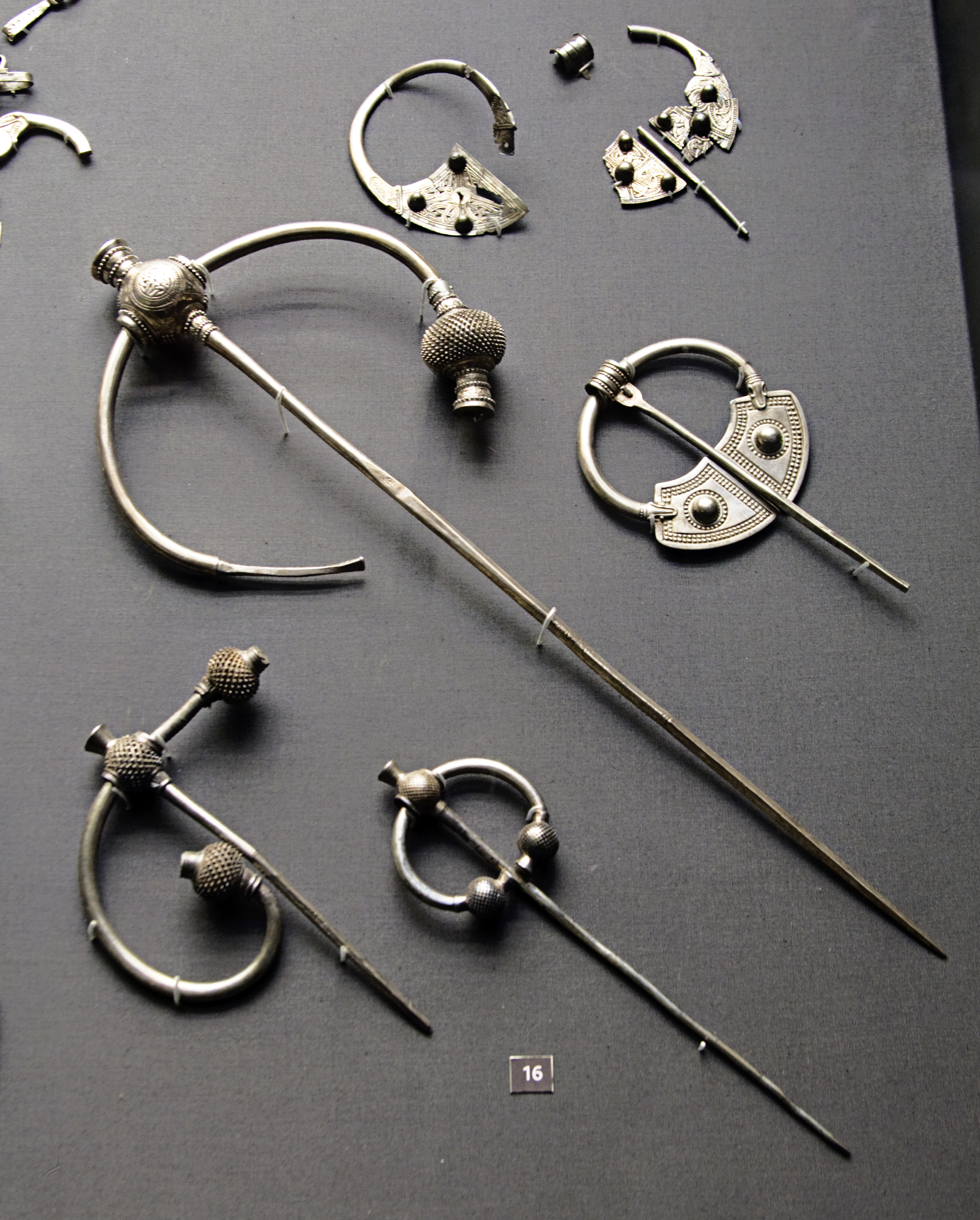
Broches pennannulares del periodo vikingo del tesoro Penrith Hoard, con tres del tipo «cardo». (Museo Británico).

Los vikingos comenzaron a atacar Irlanda desde el 795, con un efecto catastrófico para los monasterios en particular. Sin embargo, aunque los vikingos establecieron varios longphorts, inicialmente campamentos fortificados para pasar el invierno, y ciudades posteriores como Dublín, Wexford, Cork y Waterford —los primeros centros urbanos reales en Irlanda—, los irlandeses nativos tuvieron más éxito que los ingleses y escoceses. en la prevención de adquisiciones vikingas a gran escala de áreas para asentamientos de agricultores. Alrededor del año 1000, la situación era relativamente estable, con una población mixta de hiberno-nórdico en las ciudades y áreas cercanas a ellas, mientras que los gaélicos irlandeses, cuya élite a menudo había formado alianzas políticas, sociedades comerciales e intermatrimoniales con líderes vikingos, seguían controlando la gran mayoría de la isla y podían rendir tributo a las ciudades vikingas.
El período se caracteriza por una disponibilidad mucho mayor de plata, presumiblemente como resultado de incursiones y transacciones de vikingos, y la mayoría de los broches están hechos de plata, ya que el dorado y la decoración en otros materiales casi desaparece. Los broches a menudo son grandes y relativamente masivos, pero más simples que los más antiguos, ni usan estilos decorativos locales antiguos ni los estilos vikingos que fueron adoptados en otros medios. Esto continúa una tendencia que se puede detectar en broches posteriores del período anterior, antes de que la gran influencia vikinga se hiciera sentir. El broche Roscrea del siglo IX es uno de varios broches de transición; aunque su forma es muy ornamentada, con una cabeza de alfiler triangular plana y grande, el aro es de plata lisa gruesa, los paneles de filigrana de oro ocupan áreas relativamente pequeñas.  El broche de Kilamery es un ejemplo comparable, con un marcado énfasis en las superficies planas de plata.  Hay raras excepciones en las que un broche muy decorado muestra la influencia estilística y técnica escandinava, notablemente un broche irlandés de la Isla de Rathlin, con áreas estampadas donde la tradición irlandesa habría utilizado el moldeado.
Los broches parecen haber sido hechos por trabajadores metalúrgicos "nativos", pero usados tanto por vikingos como por Gaels. Los broches de cardo muy populares tienen terminales y, a menudo pasadores-cabezas que son como flores de cardo, con una bola coronada por una proyección redonda, a menudo acampanada; se les llama con el término independientemente de si la bola está o no marcada, es decir, formada con un patrón regular de pequeñas proyecciones que se van estrechando, como los dos broches de Penrith Hoard. Estas y otras terminaciones globulares de terminales y clavijas eran comunes, pero se seguían fabricando terminales aplastados, ahora ornamentados con protuberancias plateadas redondas en medio de simples patrones repetidos, o entrelazado que era más grande en escala que en las insignias ornamentadas anteriores. En estos, el aro a menudo termina en una «bestia de agarre» que muerde la placa terminal.

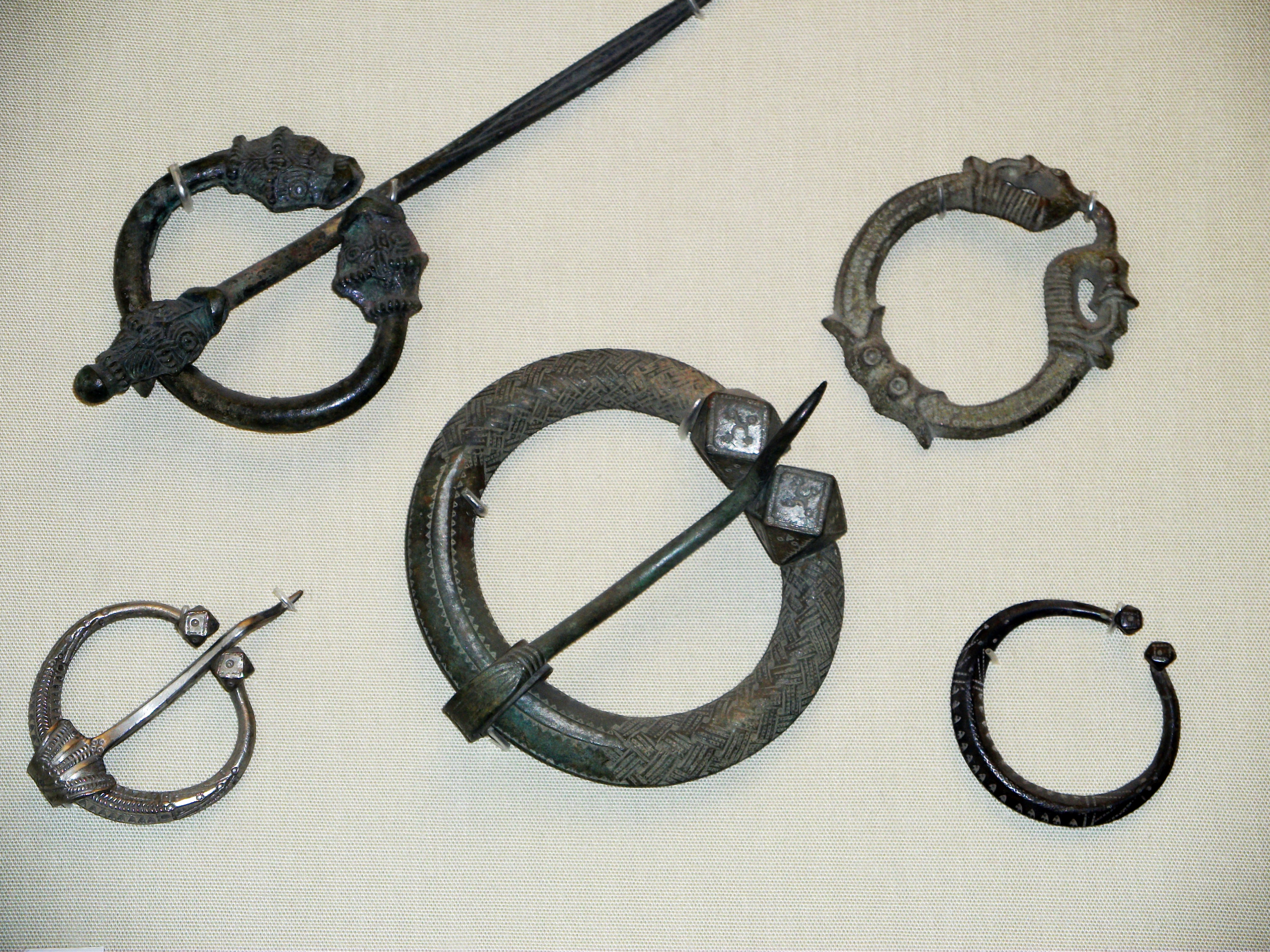
Broches de Escandinavia, principalmente de metal.

Los broches insulares habían sido llevados de regreso a Escandinavia, y comenzaron a producirse allí en el siglo X para llevarlos únicamente en el hombro; las mujeres vikingas usaban pares de broches ovales característicos en el pecho superior.  La mayoría eran más simples que los ejemplos insulares, y se conocen varios cientos de ejemplos en bronce estañado en lugar de plata.> El Broche danés Møllerløkken del siglo X es el ejemplo más elaborado conocido, con un diseño general simple con terminales de bola y cabeza de alfiler, pero con detalles ricos como paneles entrelazados en el círculo y secciones de filigrana en las bolas. También se produjeron otros tipos insulares en las zonas vikingas de Inglaterra, especialmente en el reino vikingo de York. El broche penannular cayó de uso común a fines del siglo XI, una época en que Irlanda, Escocia y Escandinavia adoptaron estilos generales de Europa occidental en muchas áreas del arte y la vida.
Un broche distintivamente irlandés encontrado al final del período vikingo es el «broche de cometa», cuyo nombre deriva de la forma de almendra llamada «cometa» en la heráldica, aunque las formas de las cabezas son en realidad muy variables. Aparentemente estaban gastados, como los broches más grandes, únicamente con el alfiler apuntando hacia arriba. Alrededor de media docena son los que existen en plata, incluidos ejemplos que son mucho más grandes que la media, con alfileres de hasta 7.9 cm de largo. En estos, no hay círculo, pero la cabeza elaborada está conectada a un pasador de longitud muy variable por una pequeña pestaña de metal que puede moverse en las articulaciones en ambos extremos; también suele haber un cable para enrollar alrededor del pasador para asegurarlo. Únicamente se han encontrado catorce de estos broches hasta la fecha en Irlanda, muchos incompletos y ninguno en ningún otro lado; cinco de estos son de Dublín, el más antiguo de la década del 940. Aparecen durante unos dos siglos más; alrededor de 1200, se encuentran broches de aro medievales típicos que tienen poco distintivo irlandés sobre ellos.

### Renacimiento celta

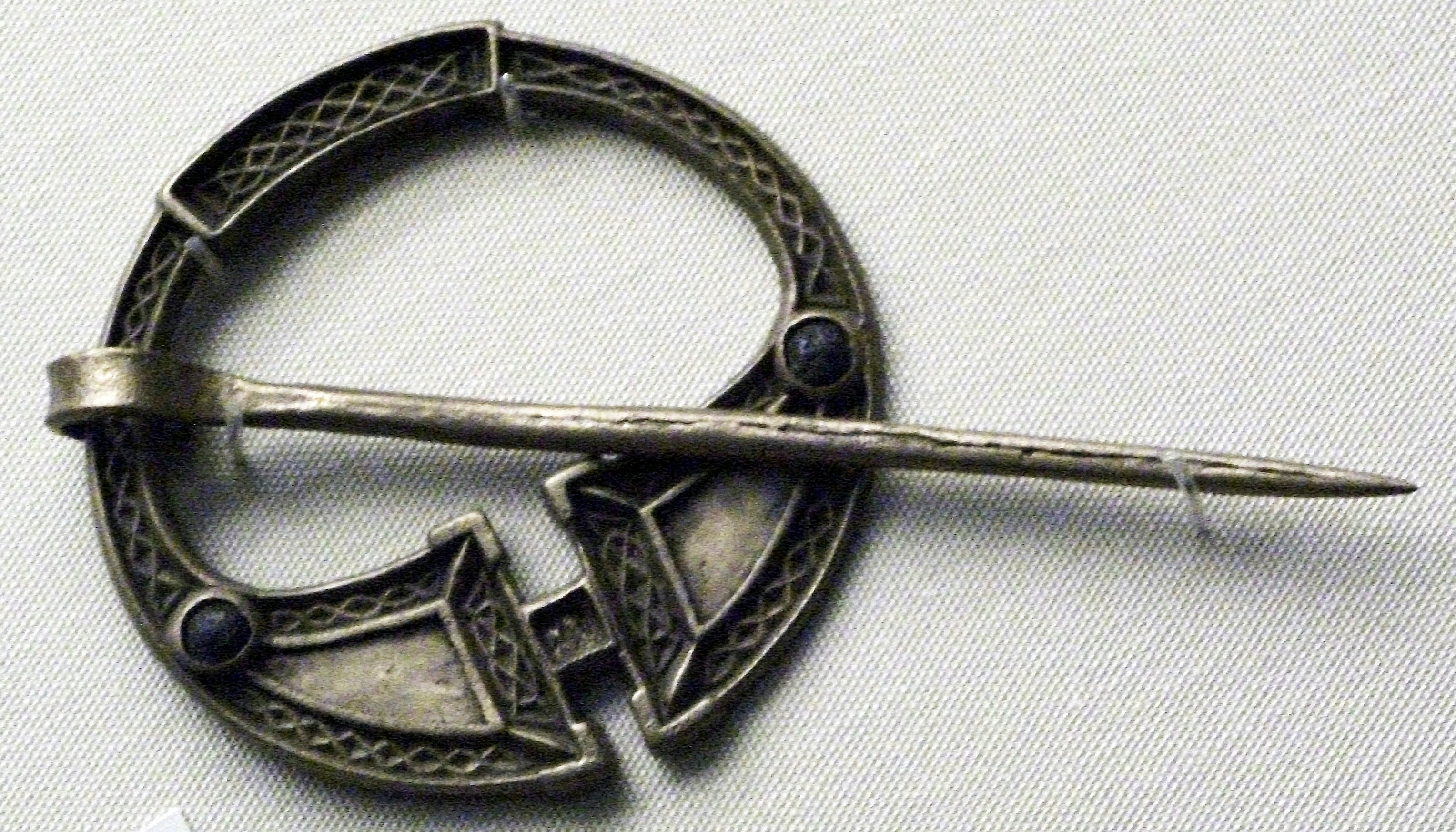
Broche irlandés medieval temprano, de bronce y vidrio; el pasador se encuentra completamente en frente del aro en este ejemplo.

Los broches que han sido descubiertos desde el siglo XVII, y sus probabilidades de supervivencia una vez encontrados han aumentado enormemente durante ese período, ya que su valor como artefactos ha superado su valor de chatarra. En el siglo XIX, como parte del renacimiento céltico, se hicieron muchos broches copiados o inspirados por estilos anteriores.
Gran parte de la responsabilidad de la moda de la joyería Celtic Revival de alta calidad pertenece a George Waterhouse, un joyero de Sheffield, Inglaterra, que se mudó a Dublín en 1842. Antes de finalizar la década, él y la firma de Dublín establecida desde hace mucho tiempo en el Oeste Son of College Green encontraron necesario registrar sus diseños para evitar la copia. De los diversos tipos de objetos fabricados, los broches eran a la vez los «más llamativos» y los que podían venderse con la menor alteración de la forma y el diseño original, aunque los joyeros generalmente reducían su tamaño y los colocaban con pasadores y pestillos convencionales, a pesar de que los chales de Pashmina que también estaban de moda en ese momento, a menudo se tejían holgadamente y no eran aptos para sujetarse de la manera original.  Se hicieron varias versiones a diferentes niveles de precio, aunque incluso los más caros lucharon para recrear la complejidad total de los originales.
El Museo Nacional de Irlanda claramente no está en lo correcto al decir que la moda comenzó después de que a la reina Victoria se le presentó una réplica del Broche Cavan en su visita a Dublín para ver la Gran Exposición Industrial en 1853; la Colección Real tiene dos broches que el príncipe Alberto le compró a West & Son en 1849 en una visita anterior a Dublín, de los que ya estaban haciendo en ediciones. Alberto los presentó en noviembre y en la Navidad de ese año: «... recuerdos tan hermosos, ambos hechos después de esos muy curiosos ornamentos irlandeses que vimos en el Colegio, en Dublín, un broche de chal plateado, en un tamaño más pequeño que el original» fue su reacción al obsequio de noviembre.  Un regalo posterior de Alberto incluyó una variedad de cuarzo ahumado que había recogido al caminar en las Tierras Altas de Escocia, un tipo de gema más auténtica que las piedras extranjeras de colores brillantes utilizadas en muchas joyas del renacimiento celta.
Por lo tanto, el descubrimiento del broche de Tara en 1850 no pudo haber sido mejor sincronizado en términos de atraer el interés público. El broche fue reconocido inmediatamente como la obra maestra culminante del desarrollo irlandés de broches ornamentados grandes y magníficamente trabajados, un estado que ha conservado desde entonces. El broche fue adquirido pronto por George Waterhouse, quien lo utilizó como el centro de exhibiciones de sus réplicas e imitaciones de broches celtas en su tienda de Dublín, también exhibiéndolo en Gran Exposición en Londres en 1851 y en la Exposición Universal de París (1855), así como la exposición de Dublín visitada por la Reina en 1853 —Victoria ya la había visto, había sido especialmente enviada al Castillo de Windsor para su inspección—.
Waterhouse había inventado el nombre del broche; de hecho, no tiene nada que ver con el Cerro de Tara, pero las verdaderas circunstancias de su hallazgo todavía no están claras —esencialmente para evitar una reclamación del propietario—, y Waterhouse eligió vincularlo al sitio asociado con los Altos Reyes de Irlanda, «plenamente consciente de que esto alimentaría la fantasía irlandesa de la clase media de ser descendiente de ellos». [66] Para cuando el broche pasó a lo que ahora es el Museo Nacional de Irlanda en la década de 1870, el broche Tara se había convertido en un término genérico para los broches del renacimiento celta, algunos de los cuales ahora se fabricaban en talleres indios para exportar a Europa.

## África del Norte moderna

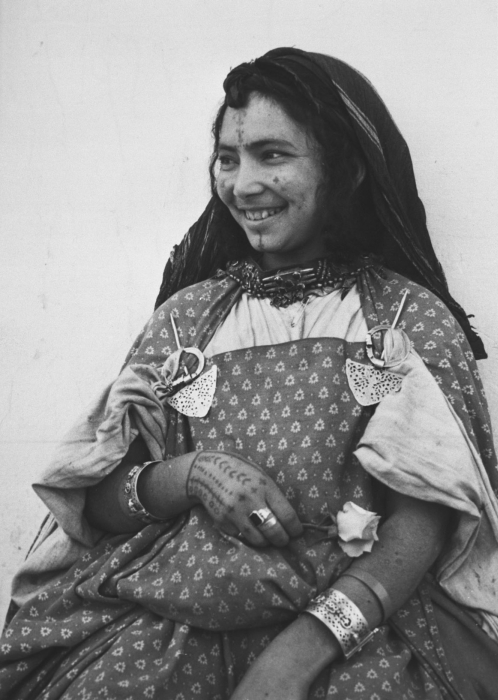
Mujer bereber de Túnezcon un par de broches, del.

Los broches penannulares son parte de la vestimenta tradicional hasta nuestros días entre las mujeres bereberes del Magreb, usualmente llevados en pares y al parecer sujetando unas tiras de un vestido al corpiño, con los alfileres apuntando hacia arriba. Por lo general, son broches grandes, bastante simples, como algunos ejemplos de los vikingos, aunque otro estilo tiene una cabeza muy elaborada y decorada para el alfiler, que puede empequeñecer el aro.
Existe un collar pesado que a menudo cuelga entre los dos broches, a veces unido a un aro que cuelga de la cabeza del alfiler. La mayoría de las mujeres son identificadas como bereberes. Los nombres locales para los broches aparentemente incluyen melia, melehfa, bzima, kitfiyya, y khellala en árabe, y tabzimt, tizerzay y tazersit en bereber. Se cree que estos estilos han estado en uso desde tiempos preislámicos.